# Fumiko Takano
Fumiko Takano (高野 文子 Takano Fumiko?) es una mangaka japonés, quien nace en Niitsu, prefectura de Niigata, Japón y actualmente reside en Akiha-ku, Niigata, Japón. Además de servir como enfermera, en el año 1979 debuta en la revista de manga, June con su obra la maquinilla de afeitar de seguridad absoluta (絶対安全剃刀?). Su estilo es tradicional y se centra en el público infantil/juvenil y se inspira en el mundo de dibujos de otros mangakas como Katsuhiro Ōtomo.

## Obras

### Manga
- Hana
- Kiiroi Hon (黄色い本?)
- Ruki-san
- Zettai Anzen Kamisori
- Bou ga Ippon
- Dormitory Tomkins (ドミトリーともきんす?)

## Premios
- 1982 - Premio a la excelencia otorgado por la asociación japonesa de caricaturistas[3]
- 2003 - Gran Premio del Premio Cultural Tezuka Osamu por su obra Kiiroi Hon.